# بیرنباخ
بیرنباخ (به آلمانی: Birnbach) یک شهر در آلمان است که در راینلاند-فالتس واقع شده‌است.

## خصوصیات
بیرنباخ ۶۱۴ نفر جمعیت دارد.